# Municipio de Green Camp
El municipio de Green Camp (en inglés: Green Camp Township) es un municipio ubicado en el condado de Marion en el estado estadounidense de Ohio. En el año 2010 tenía una población de 1179 habitantes y una densidad poblacional de 18,66 personas por km².

## Geografía
El municipio de Green Camp se encuentra ubicado en las coordenadas 40°32′28″N 83°15′30″O / 40.54111, -83.25833. Según la Oficina del Censo de los Estados Unidos, el municipio tiene una superficie total de 63.17 km², de la cual 63,16 km² corresponden a tierra firme y (0,02 %) 0,01 km² es agua.

## Demografía
Según el censo de 2010, había 1179 personas residiendo en el municipio de Green Camp. La densidad de población era de 18,66 hab./km². De los 1179 habitantes, el municipio de Green Camp estaba compuesto por el 97,96 % blancos, el 0,08 % eran amerindios, el 0,25 % eran asiáticos y el 1,7 % eran de una mezcla de razas. Del total de la población el 0,93 % eran hispanos o latinos de cualquier raza.